# Paraisópolis
 (novembre 2023).
Si vous disposez d'ouvrages ou d'articles de référence ou si vous connaissez des sites web de qualité traitant du thème abordé ici, merci de compléter l'article en donnant les références utiles à sa vérifiabilité et en les liant à la section « Notes et références ».
Paraisópolis est un des quartiers les plus pauvres de la ville de São Paulo, au Brésil.
Paraisópolis est un quartier au sud de São Paulo (zona Sul), à 15 km du centre-ville, dans la sous-préfecture (subprefeitura) de Campo Limpo et le district (distrito) de Vila Andrade. Le quartier, où vivent de  80 000 à 100 000 habitants, est une des nombreuses favelas de l'agglomération de São Paulo (612 favelas paulistiennes selon le Censo 2000).
Paraisópolis est surtout connue grâce à une photographie aérienne oblique datant de 2007 montrant une partie du bidonville avec juste à côté un immeuble avec des piscines sur chaque balcon (il s'agit d'un des deux immeubles du  Paço dos Reis, le « Palais des Rois »). Paraisópolis est bordée au nord et à l'est par les immeubles, maisons, piscines, courts de tennis et jardins du district de Morumbi (un quartier bien plus riche).
Il existe un autre lieu du nom de Paraisópolis au Brésil : une municipalité de l'État voisin du Minas Gerais dans la Serra da Mantiqueira, peuplée de 18 844 habitants (estimation 2009) vivant principalement de la fabrication d'équipements automobiles et de l'agriculture.